# Lettera dal Duca
Lettera dal Duca è un singolo del gruppo musicale italiano Decibel, pubblicato il 7 febbraio 2018. 
Autore del testo è Enrico Ruggeri, la musica è firmata da Fulvio Muzio e Silvio Capeccia. Il Duca del titolo è David Bowie, a cui è dedicata la canzone.
Con questo brano il gruppo ha partecipato al Festival di Sanremo 2018, classificandosi al sedicesimo posto. Nel corso della serata dedicata ai duetti, il trio ha interpretato la canzone con Midge Ure.

## Tracce
- Download digitale

1. Lettera dal Duca – 3:37

## Video musicale
Il videoclip del brano, girato a Berlino, è stato diretto da Giacomo Triglia.